# Bartolomé de Guibelalde
Bartolomé de Guibelalde (Lizartza, 1788 - Bilbao, 1852) va ser un militar basc i comandant de l'exèrcit carlista durant la Primera Guerra Carlina.
Va començar a servir en l'exèrcit espanyol en la divisió del general Francisco Javier Mina a la guerra del Francès i va continuar en l'exèrcit, ascendint al grau de coronel amb l'ocupació de tinent coronel.
Va ser Mariscal de Camp i Comandant General de Guipúscoa durant la Primera Guerra Carlina al servei de Carles Maria Isidre de Borbó. Va tenir una actuació preponderant en la presa de Bergara i en el setge de Getaria, i va participar en la victòria a la batalla d'Oriamendi.
Va tornar alguns anys després del Conveni de Bergara, al que no es va acollir, morint a Bilbao el 1852 sense haver rehabilitat el seu grau militar.